# Varanus rainerguentheri
Varanus rainerguentheri є видом ящірок з родини Varanidae. Вид є ендеміком Молуккських островів (Індонезія).

## Середовище проживання
Здебільшого він обмежений прибережними районами та мангровими болотами, але його можна знайти всередині країни в прісноводних болотах, струмках та інших водно-болотних угіддях. На Тідорі та Халмахері його також можна знайти в безпосередній близькості від населених пунктів, включаючи сильно порушені та забруднені території.

## Етимологія
Видова назва, rainerguentheri, — на честь німецького герпетолога Райнера Гюнтера.

## Розмноження
V. rainerguentheri є яйцекладним і партеногенним.